# Iglesia de San Martín (Capella)
La iglesia de San Martín de Capella es una iglesia parroquial de estilo románico y mudéjar, construida principalmente a finales del siglo XII y en el XIII y que se encuentra en esta localidad española (Ribagorza, provincia de Huesca). Se encuentra bajo la advocación de San Martín de Tours.

## Historia
La iglesia se construyó a finales del siglo XII y en el XIII en estilo románico y el campanario es de una época posterior, ya de estilo mudéjar. Es posible que fuera en el siglo XVIII cuando se incorporaran esta torre campanario y varias capillas laterales.
En 2013 se llevaron a cabo las obras de rehabilitación que duraron siete meses, finalizando en diciembre de 2013. Para ello se utilizó piedra de la Cantería del Somontano y recibieron 10 000€ por parte de la entidad financiera Ibercaja. Cabe destacar la colocación de las cuatro columnas de la portada similares a las originales románicas que posiblemente faltaron durante siglos.

## Estructura y exterior
Consiste en una nave y ábside semicircular sin decoración y con cubierta de bóveda ligeramente apuntada y arcos fajones. La nave se divide en cuatro tramos por medio de otros tantos fajones apuntados. El más anterior apea en pilastras por medio de imposta, mientras que los dos posteriores lo hacen mediante capiteles lisos y semicolumnas adosadas. A los pies se encuentra un coro alto de fábrica.
La cabecera presenta una cornisa de canecillos con motivos vegetales sobre la que se levanta la torre campanario de estilo mudéjar  utilizando los sillares del templo medieval.
La portada está orientada al sur y es de finales del siglo XII de estilo románico, está decorada con cuatro arquivoltas construidas bajo molduras de punta de diamante que se apoyan en capiteles, los cuales se sostienen a su vez sobre columnas. Es posible que durante siglos hayan faltado estas columnas, hasta su restauración en 2014.
Hay otra portada de tipo civil orientada a occidente, con crismón trinitario.

## Contenido
Contiene un retablo de finales del siglo XVI, obra de Pedro Nunes de estructura gótica y pinturas renacentistas, el cual ha sido restaurado. También alberga cuatro pilas bautismales de templos de los alrededores.